# Rivière Decoumte
La rivière Decoumte est un affluent du Lac Papittukaaq, lequel est traversé par la rivière de Puvirnituq qui se déverse à son tour sur le littoral Est de la baie d'Hudson. La rivière Decoumte coule vers le nord-ouest dans le Nunavik, dans la région administrative du Nord-du-Québec, au Québec, au Canada.

## Géographie
Les bassins versants voisins de la rivière de Puvirnituq sont :
- côté nord : Rivière de Puvirnituq, Petite rivière de Puvirnituq, Lac Papittukaaq ;
- côté est : lac Anuc, lac Couture, lac Duquet ;
- côté sud : Lac Mangnuc, rivière Kogaluc, rivière Koktac ;
- côté ouest : baie d'Hudson.

La rivière Decoumte prend ses eaux d'un système complexe de plan d'eau situé au nord de la rivière Kogaluc et à l'ouest du lac Couture. La rivière Decoumte coule généralement vers le nord-ouest.
Après avoir traversé les rapides Wind, la rivière Decoumte traverse sur 12,8 km le lac Prénoveau (longueur : 20 km) vers le nord-ouest. Puis la rivière coule sur 22,8 km pour aller se déverser au fond de la baie au sud du lac Papittukaaq. Le courant traverse ce dernier lac sur 16,7 km vers le nord-ouest pour rejoindre la rivière de Puvirnituq qui traverse d'est en ouest sur 5,5 km la partie nord du lac, à partir des chutes situées en amont.
À partir de l'embouchure du lac Papittukaaq (situé au nord-ouest), la rivière coule sur 21,6 km vers l'ouest, en traversant le lac Puvirnituq vers l'ouest, notamment la Passe Itilliaruq et la baie Murjuniq. Puis la rivière coule vers le sud-est sur 4,8 km pour se décharger dans la baie de Puvirnituq. Le village de Puvirnituq est aménagé sur la rive nord de cette baie qui est longue de 8,9 km dans le sens est-ouest ; cette baie s'ouvre sur la baie d'Hudson, face à l'île Inooksulik. Les îles barrant l'entrée de la baie (près de la rive nord) sont : Aipparusik, Inillatirvik, Inillatirviit et Illnelatevik.

## Toponymie
Ce toponyme évoque l’œuvre de vie de l'abbé François Decoumte qui exerça son ministère au Canada au XVIIIe siècle.
Le toponyme « rivière Decoumte » a été officialisé le 5 décembre 1968 à la Commission de toponymie du Québec.